# Estadio Ion Oblemenco (1967)
El Estadio Ion Oblemenco (en rumano Stadionul Ion Oblemenco) fue un estadio multiusos utilizado principalmente para partidos de fútbol ubicado en la ciudad de Craiova en Rumania.

## Historia
El estadio fue inaugurado el 29 de octubre de 1967 con un partido amistoso entre Rumania y Polonia que terminó 2-2, y su nombre original fue Central Stadium. Fue la sede de la época llamada Craiova Maxima del U Craiova 1948 Club Sportiv durante los cuartos de final de la Copa de Campeones de Europa 1981-82 ante el Bayern Múnich y en la semifinal de la Copa de la UEFA 1982-83 ante Benfica.
Luego de la muerte de la leyenda del Universitatea Craiova Ion Oblemenco en 1996, el estadio fue rebautizado en su honor. En 2008 el estadio tuvo su mayor renovación. El estadio fue demolido completamente en 2015 y remplazado por el nuevo estadio en noviembre de 2017.

### Selección nacional
Rumania jugó dos partidos oficiales en el estadio:
| #  | Fecha    | Resultado | Rival                | Evento                                               |
| -- | -------- | --------- | -------------------- | ---------------------------------------------------- |
| 1. | 7-6-2003 | 2–0       | Bosnia y Herzegovina | UEFA Euro 2004 qualifying                            |
| 2. | 4-9-2004 | 2–1       | Macedonia            | Clasificación para la Copa Mundial de Fútbol de 2006 |